# Carex kiotensis
Carex kiotensis är en halvgräsart som beskrevs av Adrien René Franchet och Paul Amédée Ludovic Savatier. Carex kiotensis ingår i släktet starrar, och familjen halvgräs. Inga underarter finns listade i Catalogue of Life.